# Палањана (Лука)
Палањана је насеље у Италији у округу Лука, региону Тоскана.
Према процени из 2011. у насељу је живело 24 становника. Насеље се налази на надморској висини од 763 м.